# 清潭水库 (枣阳)
清潭水库是中国湖北省襄阳市枣阳市境内的一座水库，位于滚河支流混河上，建于1980年。水库正常库容为840万立方米，集雨面积为25平方千米，海拔为154米。